# Phoebe Buffay
Phoebe Buffay−Hannigan – fikcyjna postać z serialu Przyjaciele (Friends, 1994–2004). Postać była odtwarzana przez aktorkę komediową Lisę Kudrow. Czasem używa swojego alter ego Regina Phalange.
Phoebe była początkowo współlokatorką Moniki Geller i w ten sposób poznała paczkę przyjaciół. Pracuje jako masażystka, a także gra na gitarze i wykonuje piosenki, których treść ściśle wiąże się z jej doświadczeniami życiowymi, w Central Perk, miejscu spotkań głównych bohaterów. Jest najbardziej ekscentryczną postacią w serialu. Zdeklarowana wegetarianka (poza okresem ciąży). Uważa się za medium.

## Rodzina

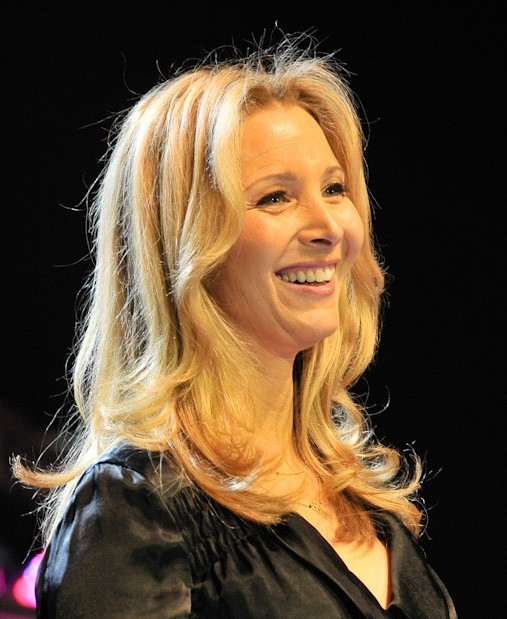
Lisa Kudrow na rozdaniu nagród Streamy 2009.

Ma siostrę bliźniaczkę Ursulę, która gra w filmach pornograficznych. Ich matka popełniła samobójstwo, gdy Phoebe była nastolatką. Przez wiele lat była bezdomna i żyła na ulicy. Później zamieszkała z babcią, kierowcą taksówki, która zmarła w trakcie trwania serialu. Po latach, szukając ojca, odnalazła swojego brata – Franka Buffay Juniora. Zdecydowała się pomóc bratu i jego żonie, Alice Knight. Zgodziła się być zastępczą matką i urodzić im trójkę dzieci. Phoebe w czwartej serii dowiaduje się, że kobieta wychowująca ją w dzieciństwie nie była jej prawdziwą matką i poznała matkę biologiczną. Phoebe Abbott. Mimo wielu aluzji do tego, że ma słabość do Joeya − m.in. z nim dzieli „idealny pocałunek”, czy wyjawia Rachel, że jest jej „mężem awaryjnym” z którym się pobierze jeśli przed 40. rokiem życia nie znajdzie kandydata − w ostatnim sezonie wyszła za mąż za Mike'a Hannigana.

### Alice Knight
Alice Knight−Buffay (Debra Jo Rupp) to bratowa Ursuli i Phoebe, starsza o 26 lat od męża Franka Buffay Jr., urodzona w 1952 r. Ma też siostrę, wspomnianą tylko przez Phoebe.
Frank Buffay Jr. zaczął się umawiać ze swą nauczycielką Alice Knight i w „The One With The Hypnosis Tape” przedstawił ją Phoebe. Pobierają się w „The One With Phoebe's Uterus” i przekazali Phoebe dobrą nowinę, prosząc ją o przysługę: chcą, aby to ona urodziła ich dziecko. Phoebe rozmawia o tym ze swoją matką i decyduje się zostać surogatką Franka i Alice. Jeden odcinek później Phoebe zostały wszczepione zarodki w macicy i zaszła w ciążę - jak się później okazało - z trojaczkami.
Ciąża odcisnęła piętno na życiu Phoebe – zmusiła ją do zjedzenia mięsa, ale dla zachowania równowagi, Joey zgodził się wstrzymać od jedzenia go by zachować równowagę żywieniową w środowisku w „The One With The Fake Party”. W „The One Hundredth” Phoebe wyjawiła, że chce zatrzymać jedno z dzieci dla siebie. Poprosiła Rachel, by nakłoniła Franka Jr. do tego, ale Frank i Alice chcieli wszystkich swoich dzieci. Otrzymały imiona Frank Jr. Jr. (nazwany przez Franka Jr.), Leslie (nazwany przez Alice) a córka Chandler (nazwana przez Phoebe).

### Frank Buffay Jr.
Frank Buffay Junior (Giovanni Ribisi) to przyrodni brat Ursuli i Phoebe, urodzony 25 października 1978 r.
Frank Buffay Jr. był wynikiem małżeństwa jego ojca Franka Buffaya Seniora z jego drugą żoną, którą również porzucił. Frank nie zdawał sobie sprawy, że ma dwie starsze przyrodnie siostry, Ursulę i Phoebe Buffay. Spotyka Phoebe w późniejszym życiu. W „The One With The Baby On The Bus” przypadkowo upuścił prezerwatywę do gitary Phoebe i wrócił, by ją odzyskać. Po raz pierwszy się spotkali, nie wiedząc, że są rodzeństwem do czasu „The One With The Bullies”.
Zaczął się umawiać ze swą nauczycielką Alice Knight i w „The One With The Hypnosis Tape” przedstawił ją Phoebe. Pobierają się w „The One With Phoebe's Uterus” i przekazali Phoebe dobrą nowinę, prosząc ją o przysługę: chcą, aby urodziła im dziecko. Phoebe rozmawiała o tym ze swoją matką i zdecydowała się zostać surogatką Franka i Alice. Jeden odcinek później Phoebe zostały wszczepione zarodki w macicy i zaszła w ciążę - jak się później okazało - z trojaczkami. Ciąża odcisnęła piętno na życiu Phoebe – zmusiła ja do zjedzenia mięsa, ale dla zachowania równowagi, Joey zgodził się wstrzymać od jedzenia go by zachować równowagę żywieniową w środowisku w „The One With The Fake Party”. W „The One Hundredth” Phoebe wyjawiła, że chce zatrzymać jedno z dzieciaków dla siebie. Poprosiła Rachel, by nakłoniła Franka Jr. do tego, ale Frank i Alice chcieli wszystkie swoich dzieci. Otrzymały imiona Frank Jr. Jr. (nazwany przez Franka Jr.), Leslie (nazwany przez Alice) a córka Chandler (nazwana przez Phoebe).

### Lily Buffay
Lily Buffay to przyrodnia matka Phoebe i Ursuli.
Lilly, Frank i Phoebe były w relacjach seksualnych w tym samym czasie. Frank zastał Phoebe w ciąży. Lily była prawdopodobnie biseksualna. Phoebe Abbott oddała bliźniaki Lily i Frankowi, aby je wychowali, a później pobrali się. Frank ich porzucił, rozwodząc się z Lily, która później ponownie wyszła za mąż za mężczyznę, który poszedł do więzienia. Mężczyzna jest jej wdowcem.

### Mike Hannigan
Michael „Mike” Hannigan (Paul Rudd) to rozwiedziony już wcześniej, drugi mąż Phoebe Buffay.
Trzecie dziecko Bitsy Hannigan (Cristine Rose) i Theodora Hannigan (Gregory Itzin), ma jeszcze brata i siostrę. Joey zapomniał umówić się na randkę w ciemno dla Phoebe. Twierdził, że umówił ją na randkę ze starym przyjacielem o imieniu Mike, mimo że nie znał nikogo o tym nazwisku (lub wielu mężczyzn w ogóle). Joey spotkał Mike'a, po prostu wchodząc do Central Perk i krzycząc „Mike!”.
Jednym z powodów, dla których Mike i Phoebe tak dobrze się dogadali, są podobieństwa ich osobowości, a Mike nawet stwierdził, że uwielbia Phoebe, ponieważ jest „tak cudownie dziwna”. Mike po raz pierwszy wyznał swoją miłość do Phoebe przed swoimi rodzicami po tym, jak wyrazili swoje obawy związane z wyborem partnerki przez syna w „The One With Ross 'Inapiable Song”. W tym odcinku dowiadujemy się, że Mike pochodził z wyższych sfer, ponieważ jego rodzice mieszkają w górnej części wschodniej części Nowego Jorku na Park Avenue.
Długa relacja skończyła się chwilowo, gdy Phoebe dowiedziała się, że Mike, już po jednym katastrofalnym małżeństwie, nigdy nie zechce się ponownie ożenić. Mike usłyszał, że pierwsza miłość Phoebe, David (Hank Azaria), zaplanował oświadczyć się jej podczas pobytu na Barbadosie na przemówieniu Rossa. Zmienił zdanie na temat małżeństwa i oświadczył się Phoebe, zanim David to zrobił. Ta propozycja została odrzucona, ponieważ Phoebe chciała tylko wiedzieć, że małżeństwo jest możliwe, a ona i Mike ponownie zostali parą. W ostatnim sezonie oboje pobrali się na ulicy przed kawiarnią Central Perk, gdzie Monica i Rachel były druhnami a Joey pełnił obowiązki urzędnika stanu cywilnego. Natomiast Chandler poprowadził Phoebe do ołtarza. W finale serialu Mike z Phoebe po pierwszym spotkaniu z Jackiem i Eriką dyskutowali optymistycznie o posiadaniu dzieci.

### Phoebe Abbott
Phoebe Abbott (Teri Garr) to biologiczna matka Phoebe i Ursuli.
Lilly, Frank i Phoebe były w relacjach seksualnych w tym samym czasie. Frank zastał Phoebe w ciąży. Lily była prawdopodobnie biseksualna. Phoebe Abbott oddała bliźniaki Lily i Frankowi, aby je wychowali. Po raz pierwszy zostaje przedstawiona, gdy Phoebe Buffay dowiaduje się, że ta kobieta znała swoich rodziców. Chandler, Joey, Ross, Monica i Rachel udają się do domu na plaży, aby zostać, podczas gdy Phoebe odwiedza kogoś, kogo uważa za przyjaciela swojej matki. Phoebe Abbott okłamuje Phoebe Buffay, ale wkrótce ta druga zdaje sobie sprawę, że kłamie i koniec końców wybacza swej biologicznej matce. Ostatni występ Phoebe Abbott ma miejsce, gdy Phoebe Buffay ma problem z podjęciem decyzji, czy zostać surogatem swojego brata Franka Jr. i jego żony Alice. Phoebe Abbott pożycza córce szczeniaka, aby się nim opiekowała. w „The One With The Yeti” Phoebe Abbott wysłała Phoebe Buffay futro należącą do jej babki biologicznej. Później w „The One With Phoebe's Wedding” ujawniono, że Phoebe Abbott nie może przyjść na ślub Phoebe Buffay.

### Ursula Buffay
Ursula Pamela Buffay (Lisa Kudrow) to siostra-bliźniaczka Phoebe, urodzona 16 lutego 1966 r.
Ursula początkowo występowała jako kelnerka w serialu „Szaleję za tobą”, pracując w ulubionej nowojorskiej restauracji Paula (Paul Reiser) i Jamie (Helen Hunt), „Riff's”. Kiedy Lisa Kudrow została obsadzona jako Phoebe, która również mieszka w Nowym Jorku, producenci postanowili przenieść tę postać do „Przyjaciół”.
Ursulę uważa się zwykle za jej niekompetencję w wykonywaniu pracy, ponieważ jest prawie całkowicie nieświadoma tego, co się wokół niej dzieje. Wynika to jednak głównie z jej apatycznego stosunku do innych ludzi i ich potrzeb i nie ma żadnej wartości w niczym poza jej dobrostanem. Ursula okazuje się również bardzo zaniedbywać swoją pracę, ale jakoś nadal tam pracuje. W serii jest oznaczona jako antagonistka.
Ursula umawiała się z Joeyem w „The One With Two Parts”. Phoebe powiedziała Ursuli, że ich babcia właśnie umarła, ale Ursula myślała, że zmarła 5 lat temu i już się z tym pogodziła. W „The One Where Chandler Can't Cry” ujawniono, że Ursula pracuje w branży pornograficznej, używając imienia swojej siostry, dzięki czemu została uznana za Phoebe Buffay. W „The One Where All All Thirty Thirty” Phoebe zabiera swój różowy hip hop do Ursuli, aby życzyć jej 30. urodzin i załatwić różne sprawy. Jednak Ursula informuje Phoebe, że mają 31 lat. Pokazując Phoebe jej akt urodzenia, okazuje się, że drugie imię Ursuli to Pamela. W „The One With The Halloween Party” Ursula i jej narzeczony Eric (Sean Penn) uczestniczyli w imprezie Halloween zorganizowanej przez Monikę i Chandlera.